# Leônidas Hegenberg
Leônidas Helmuth Baebler Hegenberg (1925-2012) foi um lógico e filósofo da ciência brasileiro.

## Carreira
Graduou-se em Matemática e Física pela Faculdade de Filosofia da Universidade Presbiteriana Mackenzie e em Filosofia pela Faculdade de Filosofia, Ciências e Letras da Universidade de São Paulo.
Em 1960, recebeu uma bolsa da Pan American Union (atualmente Organização dos Estados Americanos) para estudar como aluno regular na Universidade da Califórnia em Berkeley, sob orientação do grande lógico polonês Alfred Tarski (1902-1983). Na Universidade teve a oportunidade de travar contato com Paul Feyerabend (1924-1994), Willian Craig e Robert Lawson Vaught (1926-2002). A influência de Feyerabend foi especialmente importante e permitiu que, de maneira gradual, fosse focando seus estudos em filosofia da ciência, área a qual se dedicou por toda sua vida. 
Foi membro do Instituto Tecnológico de Aeronáutica (ITA), no qual trabalhou durante 38 anos (1950-1988). Foi professor colaborador e visitante em diversas instituições de ensino, entre elas a Pontifícia Universidade Católica de São Paulo (1969-1975), o Instituto Nacional de Pesquisas Espaciais (1973-1979), a Faculdade de Medicina da Universidade Federal do Paraná (1975-1979) e o Instituto de Psicologia da Universidade de São Paulo (1986-1994).
Escreveu duas dúzias de livros e traduziu mais de 50 obras de Lógica e Filosofia da Ciência (muitas vezes com a colaboração de seu amigo O. Silveira da Mota). Foi membro do Instituto Brasileiro de Filosofia e fundador da Academia Brasileira de Filosofia.
A simples análise das traduções brasileiras das obras de Isaac Asimov, mostra que Hegenberg foi um dos maiores tradutores nacionais daquele eminente escritor de ficção-cientifica.

## Principais obras[5]
- (1962) Lógica Elementar,I.T.A.: Departamento de Humanidades.
- (1964)Explicações Científicas, São Paulo: Editora Herder.
- (1966)Lógica Simbólica, São Paulo: Editora Herder.
- (1975)Significado e Conhecimento, São Paulo: EPU
- (1976)Etapas da Investigação Científica,2 vols.,São Paulo: EPU